# Замок барона Штейнгеля
Замок барона — комплекс з особняка, флігеля і парка барона Рудольфа Штейнгеля, батька генерального секретаря торгівлі й промисловості Центральної Ради і посла Української Держави у Берліні Федора Штейнгеля. 
З 1924 року будівля належить Інституту ортопедії та травматології Національної академії медичних наук України.
Розташований на Бульварно-Кудрявській вулиці, 27 і 27-Б. Київські екскурсоводи вважають особняк однією з перлин Кудрявця.

## Історія

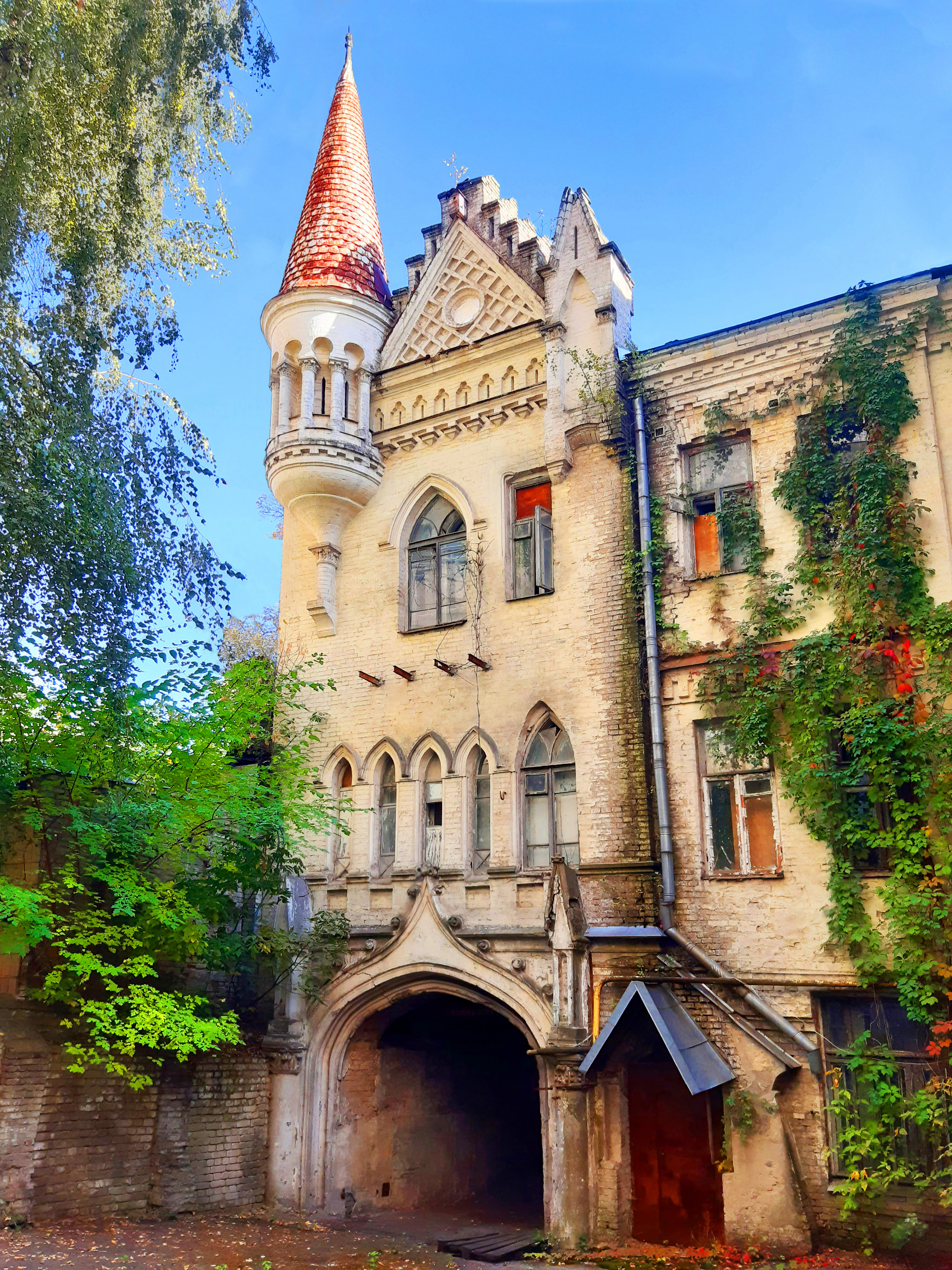
Флігель (північно-західний бік)

Ділянка із двоповерховим цегляним особняком, службами й парком була відокремлена від вулиці парканом із наріжними павільйонами. З 1872 належала княгині С. Кудашевій. 
1877 року інженер шляхів сполучення, статський радник, барон Рудольф Штейнгель викупив типову для тих часів садибу-кам'яницю. Архітектор Володимир Ніколаєв перебудував її у стилі неоготики. Оскільки В. Ніколаєв відмовився від нагляду за будівництвом, власник запросив академіка архітектури Віктора Сичугова. Добудову завершено, ймовірно, у 1877—1879 роках. 
1901 року садибу придбав лікар, професор Київського університету, один із засновників київської неврологічної школи Михайло Лапінський. Професор заснував тут фізіотерапевтичний санаторій із водолікуванням, світлолікуванням й електротерапією, що діяв до 1919 року. З протилежного боку маєтку, що виходить на Мало-Володимирську вулицю (Олеся Гончара, 60), Михайло Лапінський 1908 року зводить багатоповерховий прибутковий будинок із рисами романтичного готичного замку (Замок доктора).
У 1976—1981 роках найстарішу частину особняка зруйнували та звели натомість новий корпус для Київського науково-дослідного інституту ортопедії МОЗ УРСР. У 1980-х роках будинок відреставрували за проєктом архітекторки Валентини Корнєєвої.

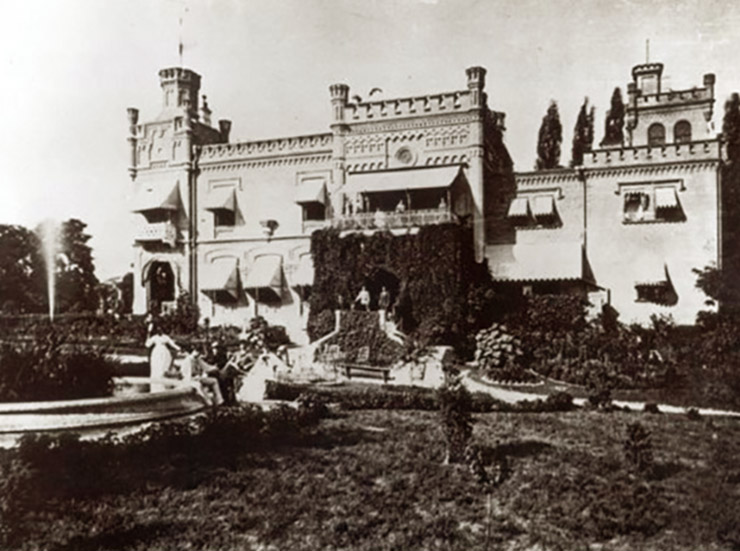
Замок барона
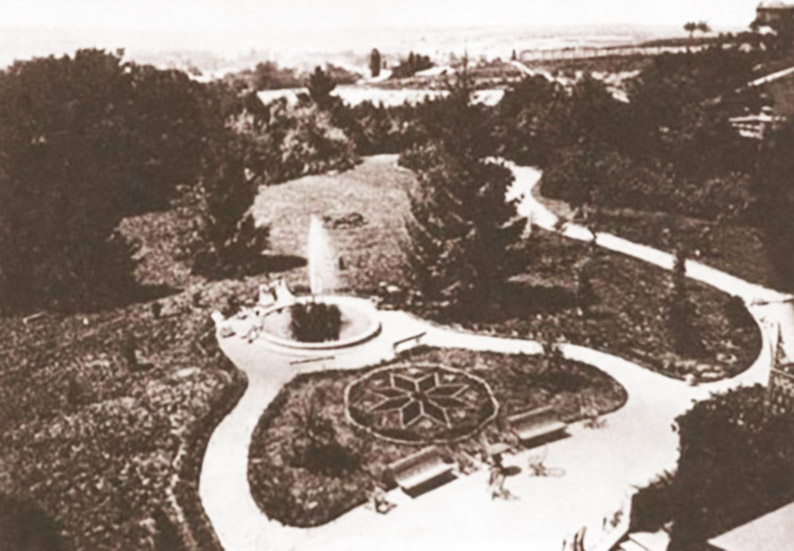
Парк із фонтаном
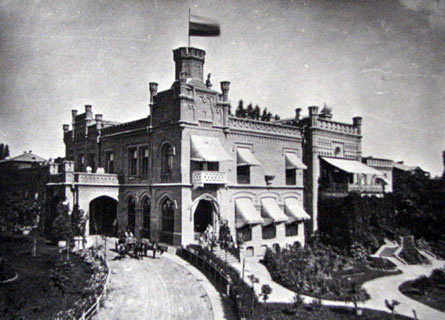

## Архітектура

### Особняк
Особняк розташований у глибині ділянки, чоловим фасадом виходить на Бульварно-Кудрявську вулицю. Уздовж особняка проходив ґратчастий паркан, з вежками по межах садиби та сторожкою садівника біля брами.
Будинок — двоповерховий, цегляний, у плані прямокутний, з підвалом, наріжною вежею, ґанком, під’їздом і терасою. 
В обробці фасадів використано елементи англійської готики: характерні абриси віконних і дверних прорізів, сандрики, фіали, зубчасте завершення стін, готичний рисунок кам'яного балконного огородження, маскарон у вигляді лев'ячої голови, консоль для скульптури. Композиційне вирішення асиметричне, південно-західне наріжжя завершує декоративна вежа, на якій за давнім лицарським звичаєм підіймали прапор на знак перебування господаря вдома. Металеві ковані ґрати вітражованої лоджії мають закомпоновані у візерунку ініціали власників, зокрема — «R.S» (Рудольф Штейнгель). Декор фасадів цегляний.
Інтер'єри декоровано в стилі неоренесанс. Художнє ліплення стель і стін характеризується ретельністю опрацювання деталей. Збереглись унікальні витвори ужиткового мистецтва: облицьовані поліхромними кахлями й різьбленим білим мармуром каміни, дерев'яні панелі, чавунне литво і кований метал огородження парадних сходів.

### Флігель
За новим корпусом інституту міститься флігель, старий лікувальний корпус. Його спорудили наприкінці ХІХ сторіччя. Флігель має мальовничу наріжну вежу та декоративні деталі у дусі готики.

### Парк
На території особняка розпланували англійський парк-сад зі стежками, алеями, клумбами, фонтаном, альтанками, містками й ставком.

## Галерея

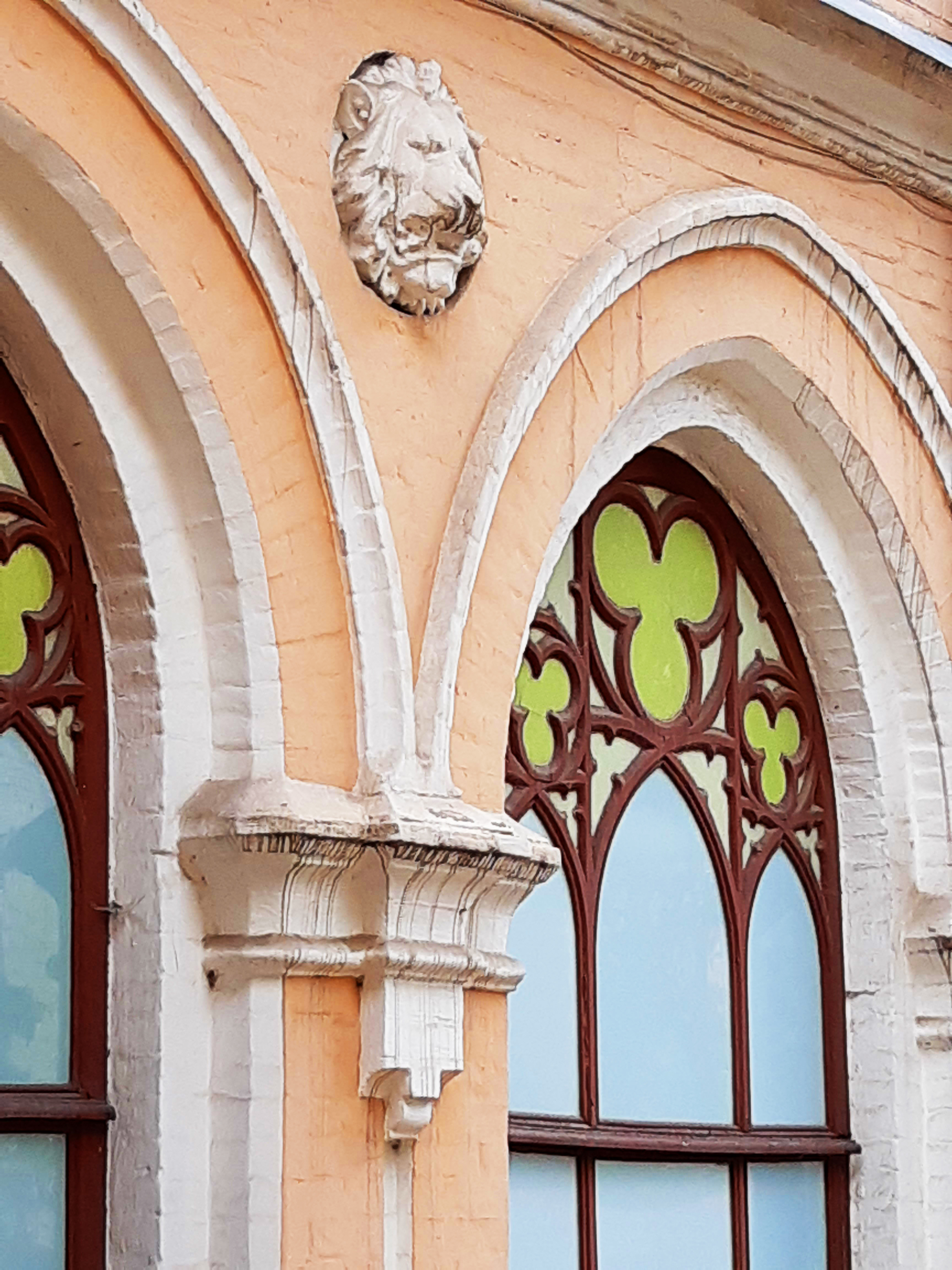
Лев'ячий маскарон
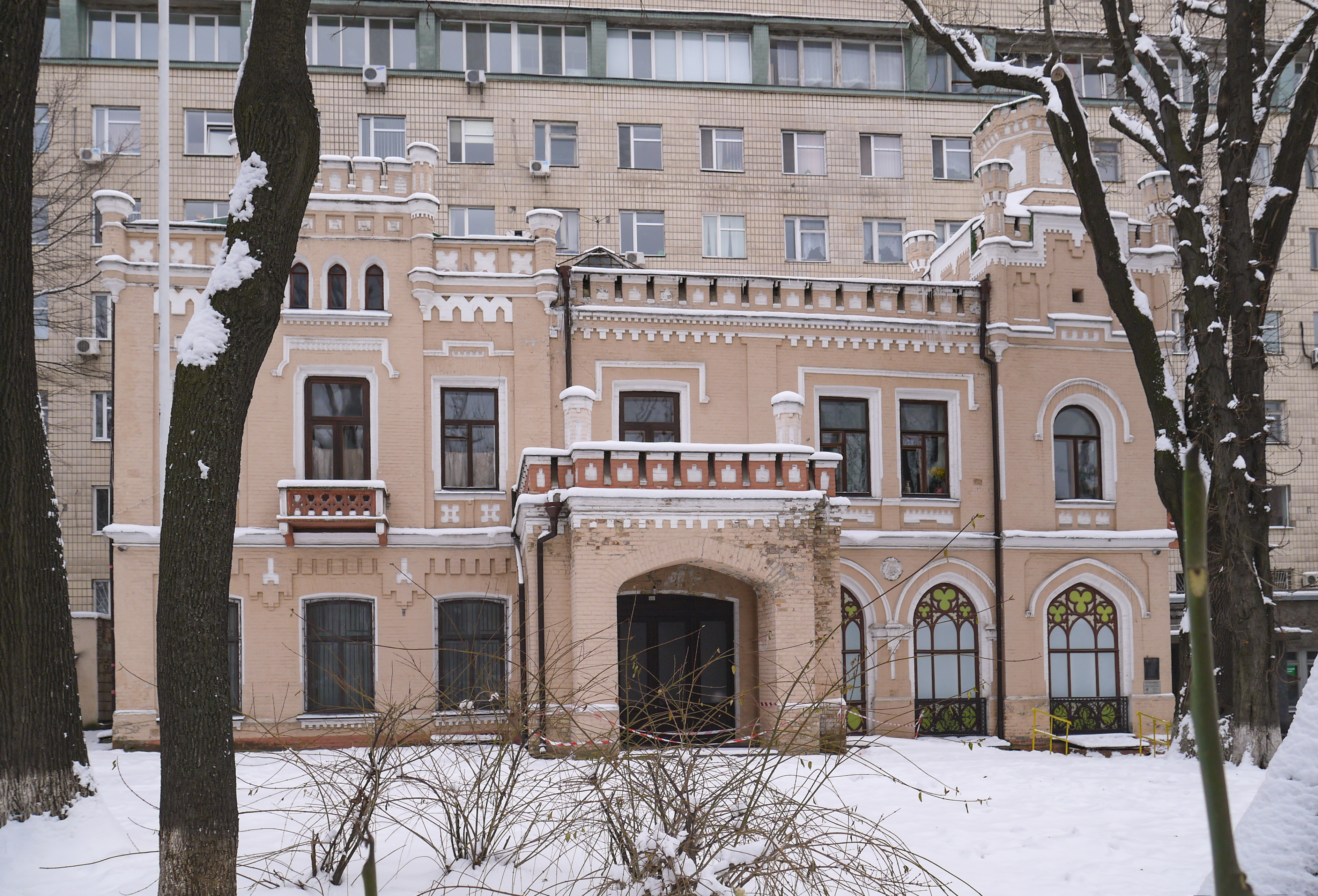
Замок
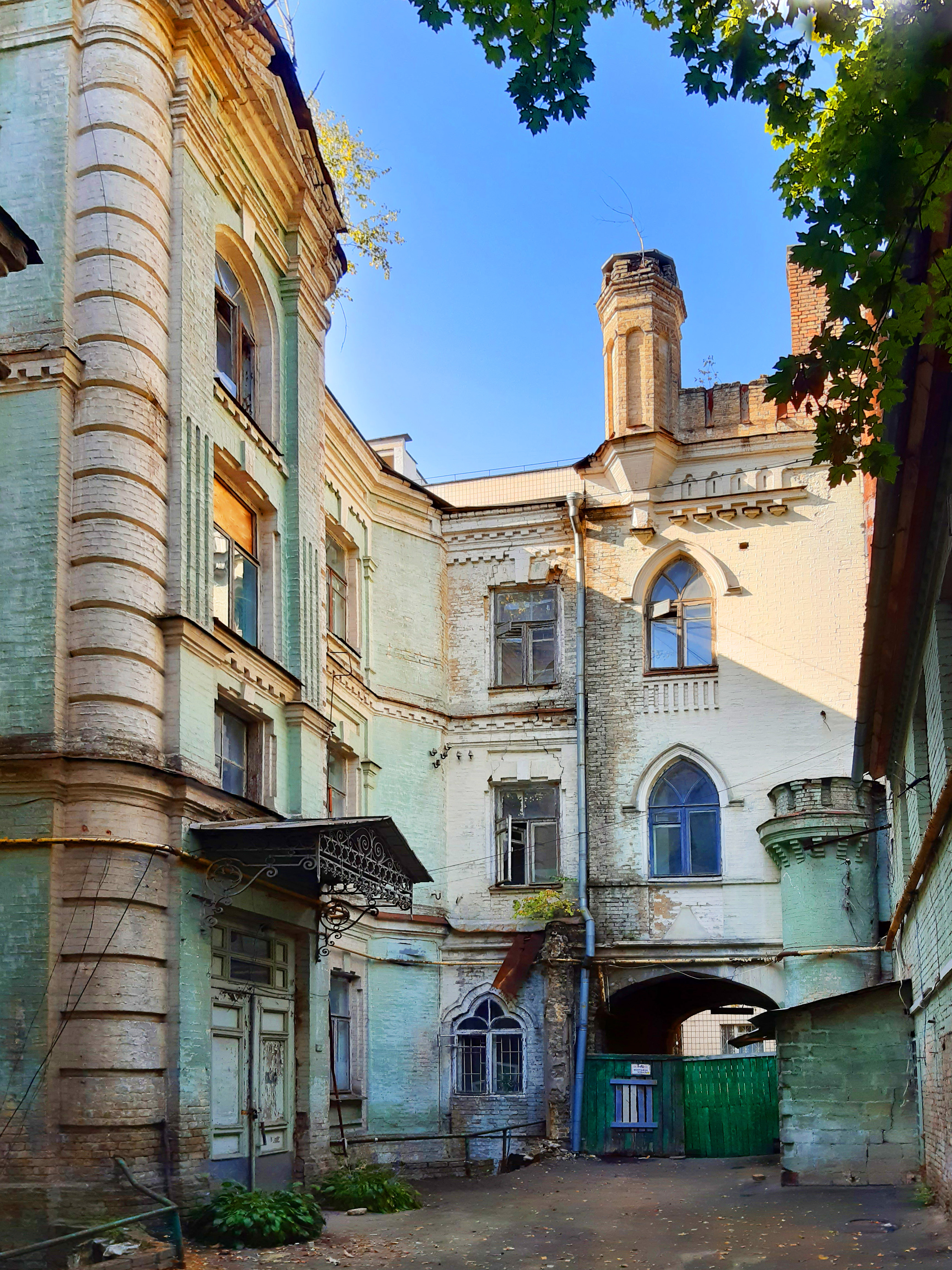
Флігель (південно-східний бік)
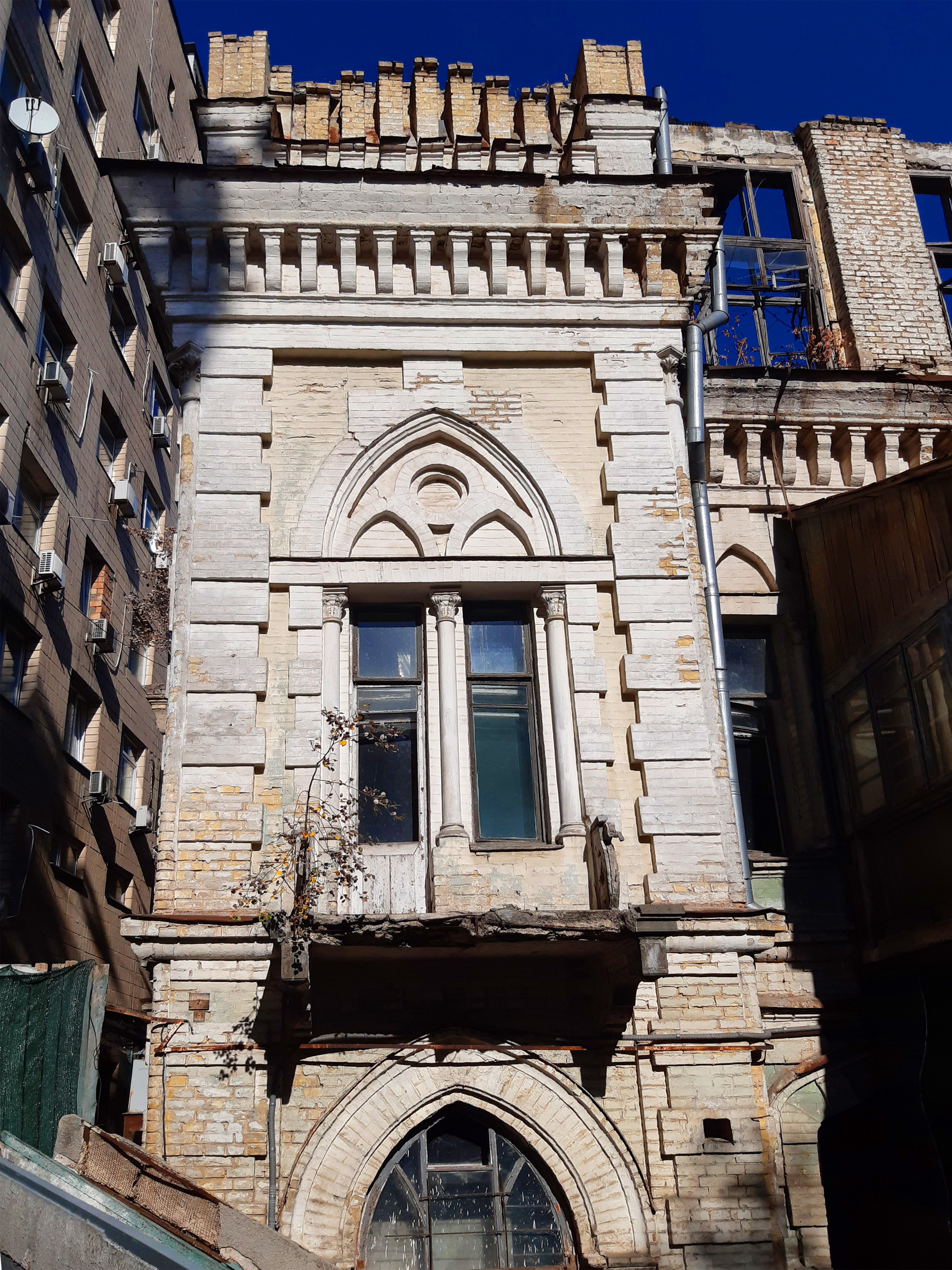
Руїни флігеля (південно-західний бік)